# Evandra
Evandra  R.Br. é um género botânico pertencente à família Cyperaceae.

## Espécies
- Evandra aristata
- Evandra pauciflora